# Porto di Capri
Il porto di Capri è il principale scalo marittimo dell'isola di Capri ed è situato nella frazione di Marina Grande, appartenente al comune di Capri.

## Localizzazione e utilizzo
Il porto è stato costruito all'interno di un'insenatura naturale, nella parte dell'isola che si affaccia all'interno del golfo di Napoli, riparata dai venti e dalle grosse onde. Inoltre due banchine artificiali proteggono l'interno del porto, che si divide in due parti: da un lato la zona riservata ad imbarcazioni turistiche e ai pescherecci, dall'altra invece quella dedicata allo scalo passeggeri ed alla zona commerciale.

## Attività commerciale e di collegamento
Essendo Capri un'isola, tutte le principali attività di collegamento si svolgono grazie al porto e per questo risulta essere uno dei più attivi sia dal lato commerciale, soprattutto per l'importazione di viveri, sia dal lato passeggeri con un'utenza formata da numerosi pendolari e turisti: Capri è collegata con numerose località della Campania come Napoli, Sorrento, Castellammare di Stabia, Positano, Amalfi, Salerno ed Ischia.
La vocazione turistica dell'isola azzurra porta numerose navi da crociera a fare scalo a Capri, ma solitamente, essendo il porto di dimensioni ridotte, queste attraccano al largo e viene fatto un servizio di navette con la terraferma tramite scialuppe.

## Collegamenti con il resto dell'isola
Il porto si trova nella zona nord dell'isola, a una certa distanza sia dal centro di Capri che da quello di Anacapri: vi è un'ottima rete di collegamenti tramite autobus e taxi, anche se la maggior parte dei turisti utilizza la storica funicolare.